# Elisa Giambelluca
Elisa Giambelluca, née le 30 avril 1941 à Isnello en Italie, morte le 5 juillet 1986 à Rome, est une professeure de mathématiques italienne, directrice de lycée. Morte d'un cancer, elle est réputée pour sa sainteté. Elle est déclarée « vénérable » par le pape François. Sa fête est le 5 juillet.

## Biographie
Elisa Giambelluca naît à Isnello dans la province de Palerme en Sicile, en Italie, le 30 avril 1941.
Elle effectue des études de mathématiques et obtient sa licence. Elle enseigne ensuite cette matière, puis devient directrice du lycée de Rossano, en Calabre. À partir de 1964, elle fait partie de l'Institution Thérésienne.
Elle est réputée simple et joyeuse, témoignant de l'esprit de service, cultivant jusqu'à la fin une relation spirituelle intime avec Dieu.
Ses problèmes de santé commencent en 1983, avec le diagnostic d'une tumeur qui se révèle maligne. Elle continue à enseigner, à Forano, dans un établissement d'enseignement professionnel, mais son état s'aggrave. Elle décide d'offrir sa vie pour les prêtres et pour les vocations sacerdotales.
Elle meurt à 45 ans des suites de son cancer le 5 juillet 1986, à Rome.

## Procédure de béatification
C'est une initiative populaire qui déclenche la procédure en béatification de Elisa Giambelluca. La procédure est ouverte dans le diocèse de Cefalù en mars 2009. Le dossier est ensuite transmis à Rome.
La Congrégation pour les causes des saints et le pape François reconnaissent le 20 février 2021 l'héroïcité de ses vertus, ce qui fait d'elle une « vénérable ». Le dossier est en attente de la reconnaissance d'un miracle dû à son intercession pour permettre sa béatification éventuelle.
Sa fête est fixée au 5 juillet.